# Puma GTB
Puma GTB – samochód sportowy, produkowany w niewielkiej liczbie przez brazylijski koncern Puma Veículos e Motores, konstrukcyjnie samochód był oparty na Chevrolecie Opala. W 1971 roku producent zaprezentował samochód pod nazwą Puma GTO, ale w 1973 roku ostatecznie nadano oznaczenie GTB (Gran Turismo Brazylia).

## Opis auta
Puma GTB była napędzana rzędowymi, sześciocylindrowymi silnikami Chevroleta o pojemności 4,1 litra, o mocy 168 KM. Nadwozie wykonano z włókna szklanego, co pozwoliło na znaczną redukcję masy własnej. Pumy były dobrze wyposażone – wiele pojazdów posiadało elektryczne szyby, skórzaną tapicerkę oraz klimatyzację. Początkowa produkcja wynosiła ok. 10 sztuk miesięcznie, na nową Pumę klient musiał czekać nawet rok. W 1978 roku auto przeszło lifting, zmieniono przednią i tylną część nadwozia, zastosowano felgi aluminiowe ze stopów lekkich, zwiększono ilość miejsca dla kierowcy i pasażera. Tak zmodyfikowany samochód oznaczono Puma GTB S2. Od 1986, w wyniku zmiany właściciela fabryki, Pumy wytwarzane byłe przez nowo powstałe Araucária S/A. Sprzedaż ciągle spadała, aby obniżyć koszty produkcji elementy wykończeniowe zapożyczono z Alfy Romeo 2300Ti, czy Forda Del Rey, lecz to nie wystarczało. Auto było już przestarzałe i przegrywało rywalizacje na drodze ze słabszymi i tańszymi samochodami. W 1988 roku Puma GTB została zastąpiona przez model AMV.

## Dane techniczne

### Silnik i osiągi
- R6 (4093 cm³), 2 zawory na cylinder
- Układ zasilania: gaźnik dwugardzielowy Zenith 38
- Średnica × skok tłoka: 91,00 × 63,00 mm
- Stopień sprężania: 7,8 : 1
- Moc maksymalna: 168 KM (125 KW) przy 4800 obr./min
- Maksymalny moment obrotowy: 319 N·m przy 2600 obr./min

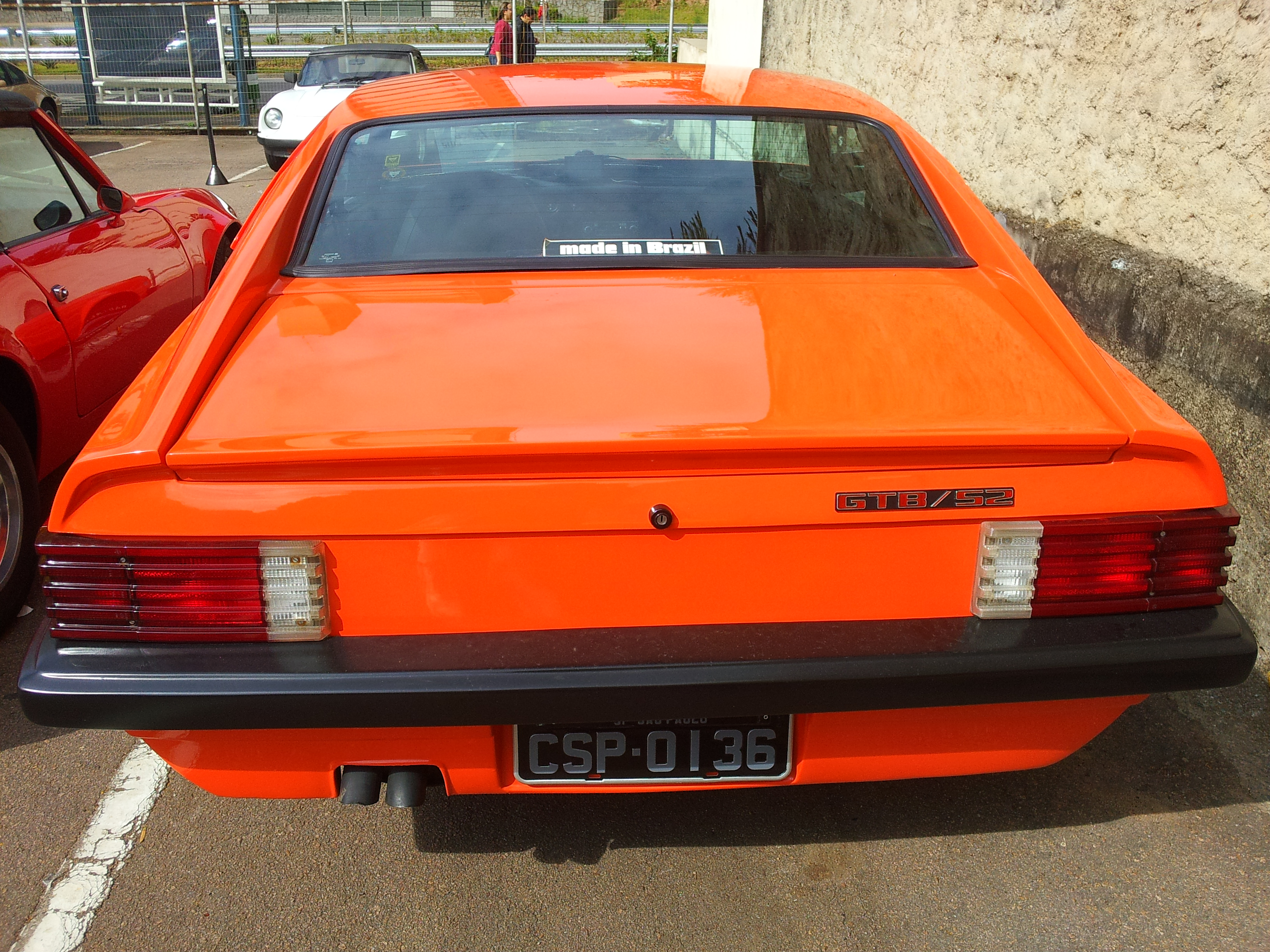
Puma GTB S2, tył nadwozia

- Prędkość maksymalna: 190 km/h
- Przyśpieszenie 0–100 km/h: 10,8 s